# Egernia modesta
Egernia modesta är en ödleart som beskrevs av  Storr 1968. Egernia modesta ingår i släktet Egernia och familjen skinkar. Inga underarter finns listade i Catalogue of Life.